# Matka nás všech
Matka nás všech (v anglickém originále The Mother of Us All) je opera o dvou dějstvích amerického skladatele Virgila Thomsona na libreto spisovatelky Gertrudy Steinové. Premiéru měla 7. května 1947 v sále Brandera Matthewse Kolumbijské univerzity v New Yorku.

## Vznik a charakteristika
Skladatel Virgil Thompson se seznámil se spisovatelkou Gertrudou Steinovou v Paříži koncem 20. let 20. století; zhudebnil několik jejích děl a společně v té době napsali Thomsonovu první operu Čtyři svatí ve třech aktech. S vypuknutím druhé světové války Thomson Paříž opustil, ale jakmile se v roce 1945 vrátil (především aby vyzvednul všechny své věci, které v Paříži ve spěchu zanechal), navázal se Steinovou novou spolupráci. Podnětem k tomu byla zakázka na novou operu, kterou Thomsonovi v červnu 1945 nabídl Douglas Moore jménem nadace Alice M. Ditsonové a Columbijské univerzity s plánovanou premiérou v květnu 1947. Zakázka specifikovala, že opera má přihlížet k poválečné nouzi o hudebníky i o zpěváky: „žen je plno a mužů málo a tenoristé prakticky neexistují“. Moore chtěl operu pro nejvýše 20 hudebníků v orchestru, která by byla „vhodná pro široké používání na hudebních školách“.
Thomson měl na mysli námět z americké historie 19. století, ale „žádná bláznovství s Abrahamem Lincolnem na jevišti, to by nešlo“. Steinová shromáždila materiály a uvažovala nejprve o impeachmentu Andrewa Johnsona, pak se však obrátila k postavě bojovnice za rovnost ras a pohlaví Susan B. Anthonyové. Thomson se jejímu výběru nedivil: „Pro Čtyři svaté ve třech aktech si Gertrude Steinová vybrala svatou Terezii z Ávily, silnou ženu manažerského typu. Pro Matku nás všech zvolila jako protagonistku stejně silnou ženskou postavu. V obou případech se s nimi mohla ztotožnit, jsouc sama velmi silným charakterem.“
Podle anekdotického vyprávění se Gertrude Steinová zúčastnila shromáždění za volební právo žen, na kterém Susan B. Anthonyová mluvila, roku 1895 v Sanders Theater v Cambridgi. Její spolubydlící prý zdráhající se Steinovou pobízela: „Tak pojď, vzdyť je to matka nás všech.“

Virgil Thomson roku 1947

Steinová pracovala na libretu od září 1945 v písemné i osobní komunikaci s Thomsonem. Až na některé úpravy bylo dokončeno, když v červenci 1946 Steinová zemřela; Matka nás všech bylo její poslední dílo. Virgil Thomson libreto tedy zhudebnil až posmrtně, mezi říjnem 1946 a lednem 1947; později litoval, že se Steinovou nenapsal „každý rok jednu operu“ (důvodem, proč tomu tak nebylo, však byly zřejmě jejich dlouhodobé spory o autorská práva ke Čtyřem svatým ve třech aktech, které se u Matky nás všech díky smrti Steinové neopakovaly). Přitom provedl v libretu řadu zásahů, zejména přeskupení textu, a po vyhotovení vokální skici vynechal původní 2. a 4. výstup – údajně kvůli sexuálním podtextům. Premiéra se uskutečnila podle plánu; Thomson ji považoval za hudebně vynikající a vizuálně krásnou, i když ne tak originální jako Čtyři svatí ve třech aktech; ani ohlas u obecenstva a kritiky nebyl zprvu tak výrazný.
Matka nás všech uvádí na scénu velké množství postav. Je zřejmé, že se Gertrude Steinová s hlavní hrdinkou identifikovala; její společnice Anne v opeře je modelována na partnerce Steinové, Alici B. Toklasové. Řada dalších postav jsou skutečné postavy americké historie, i když mnohdy chronologicky neodpovídají; jejich texty v libretu často vznikly zpracováním úryvků z jejich autentických řečí. Vedle toho však v opeře vystupuje řada fiktivních postav, například dvojice komentátorů z lidu Jo Povaleč a Chris Občan, i osobních přátel Steinové (Constance Fletcherová, Donald Gallup). Navíc se pod jmény Gertrude S. a Virgil T. v úvodní scéně opery objevují i oba její autoři (ty dodal Thomson, v původním textu Steinové se nevyskytují). Libreto Steinové je oproti Čtyřem svatým ve třech aktech konkrétnější v charakterizaci postav a obsahuje některé jejich srozumitelné interakce, ryze dadaistických slov bez jasného smyslu je v něm méně, ale opět postrádá zcela děj, vyjma obecného vyjádření hrdinčiny politické činnosti. Stejně jako v případě Čtyř svatých ve třech aktech vytvořil volný dějový scénář, který by usnadnil praktické inscenování Matky nás všech, až dodatečně Thomsonův životní partner, malíř Maurice Grosser, a i když se ve většině inscenací používá, není podle záměru autorů závazný. I když námět a sympatie autorů jsou jasné, „není libreto přesto nijak prostoduše deklarativní, nýbrž nabízí jak politickou dvojznačnost, tak jemnou psychologizaci v protikladech jednotlivých osob a postojů“.

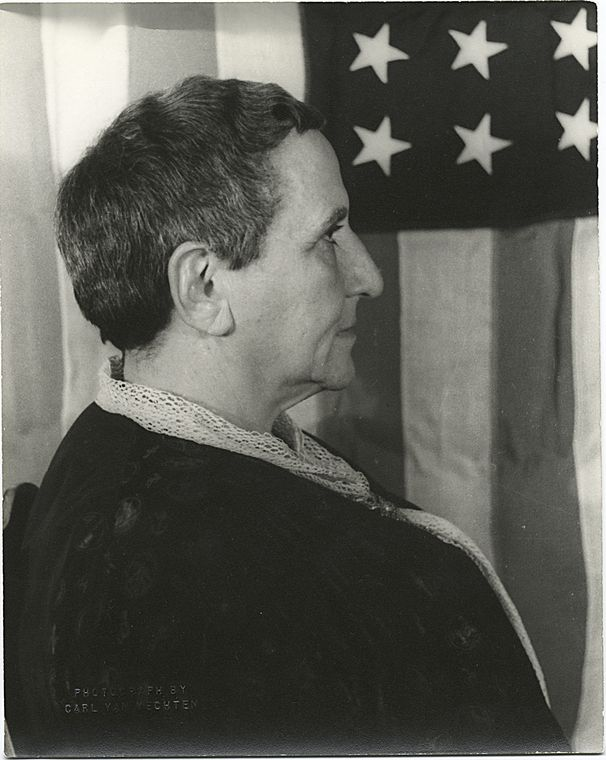
Gertrude Steinová roku 1935

Podle odborníků se texty Gertrudy Steinové díky jejímu jazykovému experimentování s rytmem a opakováním nabízejí ke zhudebnění. Její libreto a Thomsonovo zhudebnění zní velmi přirozeně, patriotické dialogy jsou doprovázeny „hymny, pochody, vlasteneckými písněmi a salonními romancemi“ (resp. „gospely, hymny, baladami a valčíky“), aby se navodila atmosféra americké politické scény 19. století. Podle odborníků právě tyto lidové vlivy činí Thomsonovu partituru ryze americkou. Na rozdíl od Čtyř svatých ve třech aktech se Thomson v Matce nás všech zaměřil na odlišnou charakterizaci jednotlivých politických hráčů a dal každému jeho hudební identitu prostřednictvím melodie a orchestrace. „Některé postavy jsou spojeny se specifickými nástroji, nejviditelněji Susan B., se kterou jsou asociovány trubky – které „mají možná vyjádřit její militantní oddanost své věci“ – a smyčce. Postava Angel Mooreové, jakožto skutečného anděla, je doprovázena harfou jako nástrojem nejvíce spojovaným s nebem a naopak Daniel Webster, Susanin antagonista, je spojen s (lesními) rohy, což vyvolává pekelné asociace. Thomson v této opeře sice pracoval s tradičním tonálním rámcem, ale byl značně ovlivněn serialismem a jinými soudobými hudebními myšlenkami.
John Cage napsal: „V Matce nás všech je všechno, co Američané cítí o životě a smrti, mužích a ženách, bídě a bohatství, válce a míru, černých a bílých, píli a zahálce, ukázáno jako skutečné a pravdivé. Je to všechno, co si Američan pamatuje […] Ano, je to báječné, že tato hudba, i když si ji každý pamatuje, je originální.“ Podle The New Grove Dictionary of Opera je Matka nás všech „obecně oslavována jako největší a nejtrvalejší z amerických oper“.

## Inscenační historie

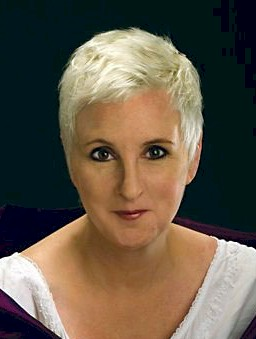
Sopranistka Lauren Flaniganová zpívala Susan B. Anthonyovou v inscenaci New York City Opera roku 2000

Od svého vzniku je Matka nás všech často hrána menšími, školními nebo komunitními americkými soubory – a to více než Čtyři svatí ve třech aktech. Virgil Thomson takové uvádění usnadnil tím, že vypracoval verze pro komorní orchestraci i pro pouhý klavír. Titulní role je vděčná pro zpěvačky: ztvárnily ji například Dorothy Dowová v premiérové inscenaci, Shirlee Emmonsová roku 1956 (off-Broadway) či Johanna Meierová roku 1964 v koncertním provedení American Opera Society v Carnegie Hall. Inscenace v Santa Fe Opera roku 1976 dala vzniknout první komerční nahrávce této opery – byla to první taková americká nahrávka pořízená digitálním záznamem. Už v té době mohla Matka nás všech vykázat na tisíc představení ve dvou stech různých nastudováních a je dosud hrána poměrně často. Z větších operních domů nastudovaly Matku nás všech například New York City Opera roku 2000 s Lauren Flaniganovou v titulní roli, roku 2003 San Francisco Opera, kde Susan B. Anthonyovou hrála Luana DeVolová, a roku 2020 Metropolitní opera s Felicií Mooreovou.
Mimo Spojené státy americké se Matka nás všech pro specifičnost svého obsahu a formy neprosadila. Evropskou premiéru uvedla 26. června 1979 v Kensington Town Hall v Londýně společnost Abbey Opera.

## Osoby a první obsazení

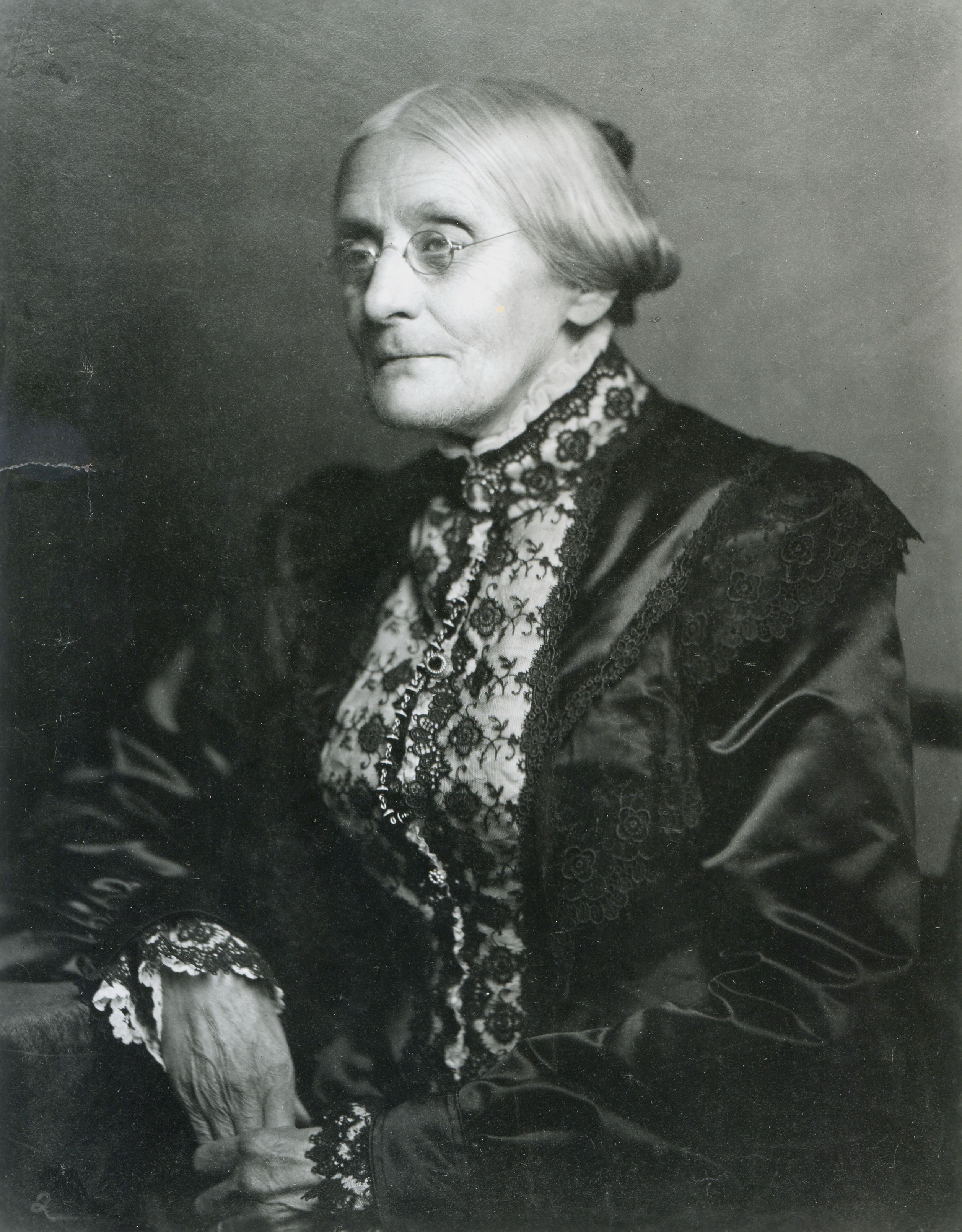
Susan B. Anthonyová, fotografie z roku 1890

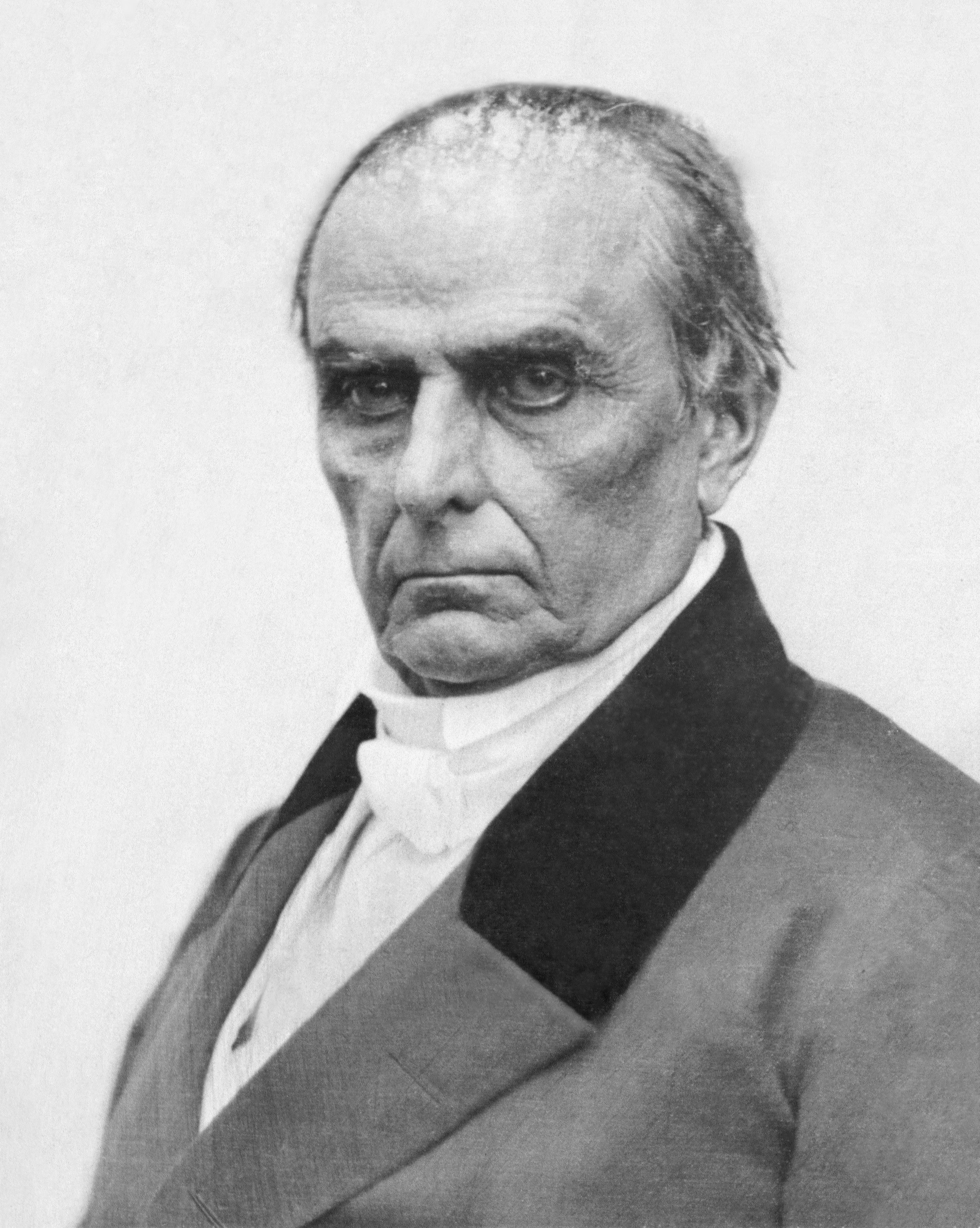
Daniel Webster, portrét z roku 1851

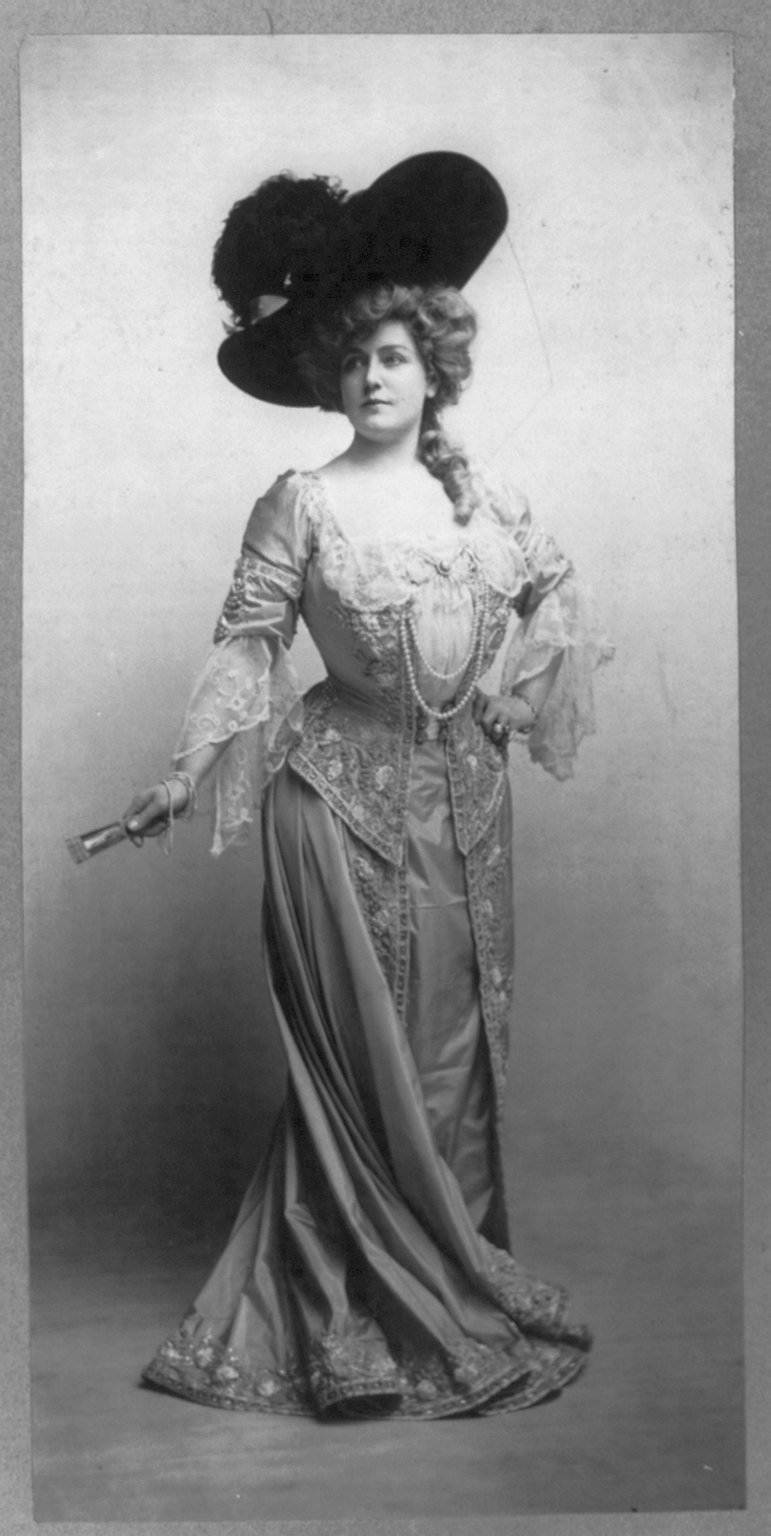
Herečka a sufražetka Lillian Russelová, portrét z roku 1904

| osoba                               | hlasový obor                       | premiéra (7. května 1947) |
| ----------------------------------- | ---------------------------------- | ------------------------- |
| Susan B. Anthonyová                 | mezzosoprán nebo dramatický soprán | Dorothy Dow               |
| Anne                                | alt                                | Belva Kibler              |
| Gertrude S.                         | soprán                             | Hazel Gravell             |
| Virgil T.                           | baryton                            | Robert Grooters           |
| Daniel Webster                      | bas                                | Bertram Rowe              |
| Andrew Johnson                      | tenor                              | …                         |
| Thaddeus Stevens                    | tenor                              | Alfred Kunz               |
| Jo Povaleč (Jo the Loiterer)        | tenor                              | William Home              |
| Chris Občan (Chris the Citizen)     | baryton                            | Carlton Sunday            |
| Indiana Elliottová                  | alt                                | Ruth Krug                 |
| Angel Moreová                       | soprán                             | Carolyn Blakeslee         |
| Henrietta M.                        | soprán                             | Teresa Stich-Randall      |
| Henry B.                            | basbaryton                         | Jacques La Rochelle       |
| Anthony Comstock                    | bas                                | James Chartrand           |
| John Adams                          | tenor                              | Robert Sprecher           |
| Constance Fletcherová               | mezzosoprán                        | Alice Howland             |
| Gloster Herning                     | baryton                            | Michael Therry            |
| Isabel Wentworthová                 | mezzosoprán                        | Jean Handzlik             |
| Anna Hopeová                        | alt                                | Carlton Sunday            |
| Lillian Russellová                  | soprán                             | Nancy Reid                |
| Jenny Reeferová                     | mezzosoprán                        | Dianna Herman             |
| Ulysses S. Grant                    | basbaryton                         | Everett Anderson          |
| Herman Atlan                        | vysoký baryton                     | …                         |
| Donald Gallup                       | baryton                            | …                         |
| Bratr Indiany Elliotové             | basbaryton                         | …                         |
| A. A. a T. T., pážata nebo poslíčci | němé role                          | …                         |
| Černocha a černoška                 | němé role                          | …                         |
| Občané a občanky (sbor, balet)      |                                    |                           |
| Dirigent: Otto Luening              |                                    |                           |
| Režie: Maurice Grosser              |                                    |                           |
| Výprava: John Taras                 |                                    |                           |
| Režie: Paul Dupont                  |                                    |                           |

## Děj opery
Rozvrh děje podle Maurice Grossera.

### 1. dějství

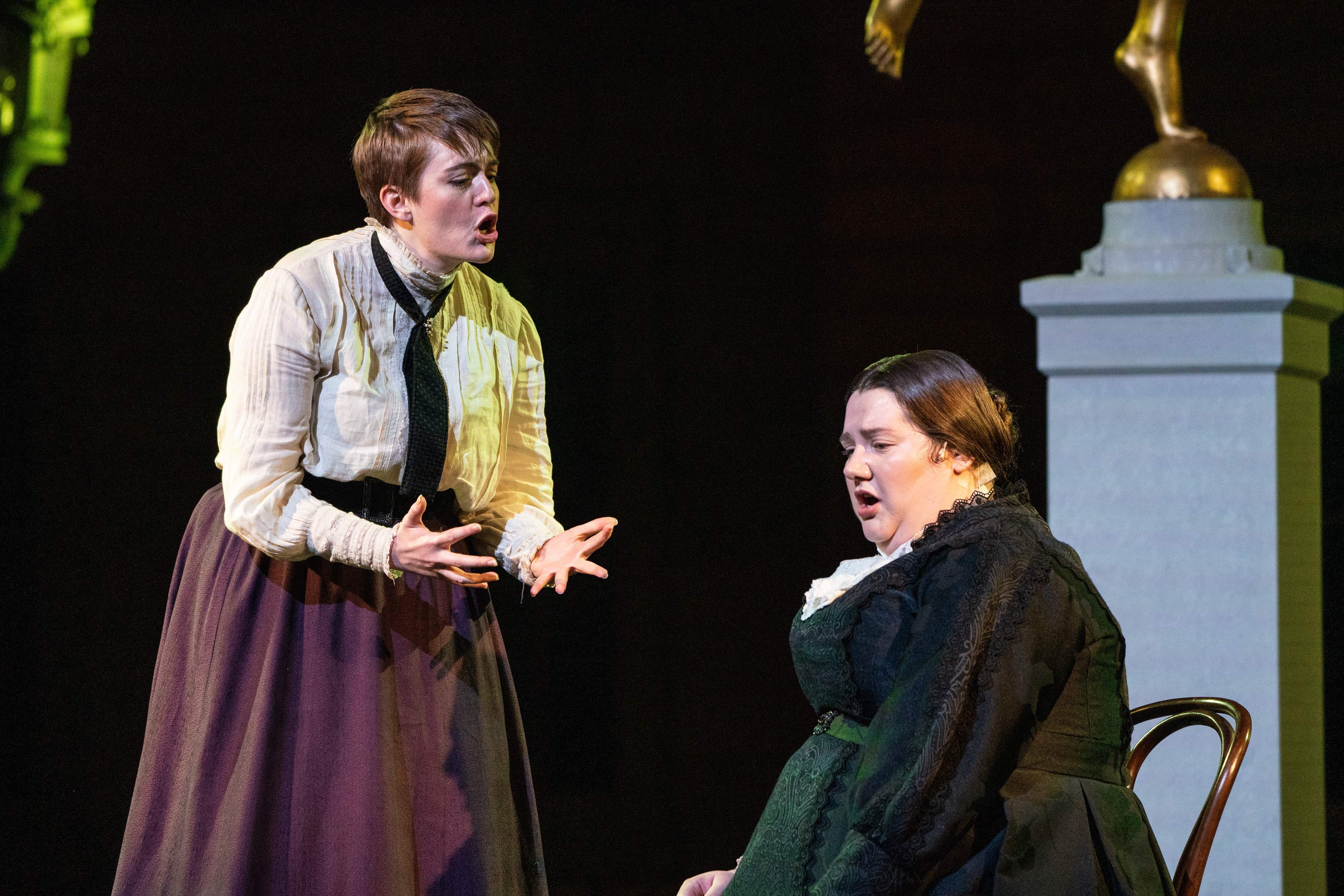
Matka nás všech, scéna z inscenace v New Yorku 2020

Výstup 1 – Místnost v domě Susan B. Anthonyové Susan B. a její oddaná společnice Anne jsou doma. Anne plete, Susan B. vlepuje výstřižky do alba. Gertrude S. a Virgil T. se rovněž objevují jako vypravěči.
Výstup 2 – Politická schůze ve stanu Koná se politická schůze, na níž jsou přítomni Webster, Johnson, Adams, Grant, Comstock a Stevens. Objeví se i Jo Povaleč a Chris Občan a dělají si legraci z obřadnosti politiků. Susan B. se představuje shromáždění a debatuje s Danielem Websterem. Jo škádlí Angel Moreovou hovorem o myších.
Výstup 3 – Náves před domem Susan B. Anthonyové Thaddeus Stevens se pře s Andrewem Johnsonem; mezi Johnem Adamsem a Constance Fletcherovou se odehrává květnatá milostná scéna. Jenny Reefer začíná tančit valčík s Hermanem Atlanem a všichni se připojují a zpěvem kritizují hašteřivost politiků.
Výstup 4 – Tamtéž, tma Susan B. Anthonyová přemítá o strastech svého poslání; má tři sny, ve kterém se její různí političtí příznivci (reprezentující černé, vzdělané a bohaté) obracejí proti ní. Pak se snaží vysvětlit své politické cíle Joovi a Chrisovi.
Výstup 5 – Tamtéž Jo Povaleč si má brát Indiany Elliotovou. Jak se svatebčané scházejí, odehrává se několik epizod. John Adams se dvoří Constance Fletcherové, Daniel Webster (který má oddávat) se obrací na Angel Moreovou s procítěnou řečí. Vpadne sem Indianin bratr a přeje si zabránit její svatbě; Susan B. vysvětluje jemu i ostatním, co manželství pro ženu znamená. Generál Grant vyzývá k pořádku a Jo si z něj utahuje za jeho pompéznost. Zdá se, že se na svatbu bezmála zapomnělo, ale nakonec Daniel Webster páru požehná a Susan B. předpovídá, že všechny jejich děti, muži i ženy, budou mít volební právo.

### 2. dějství

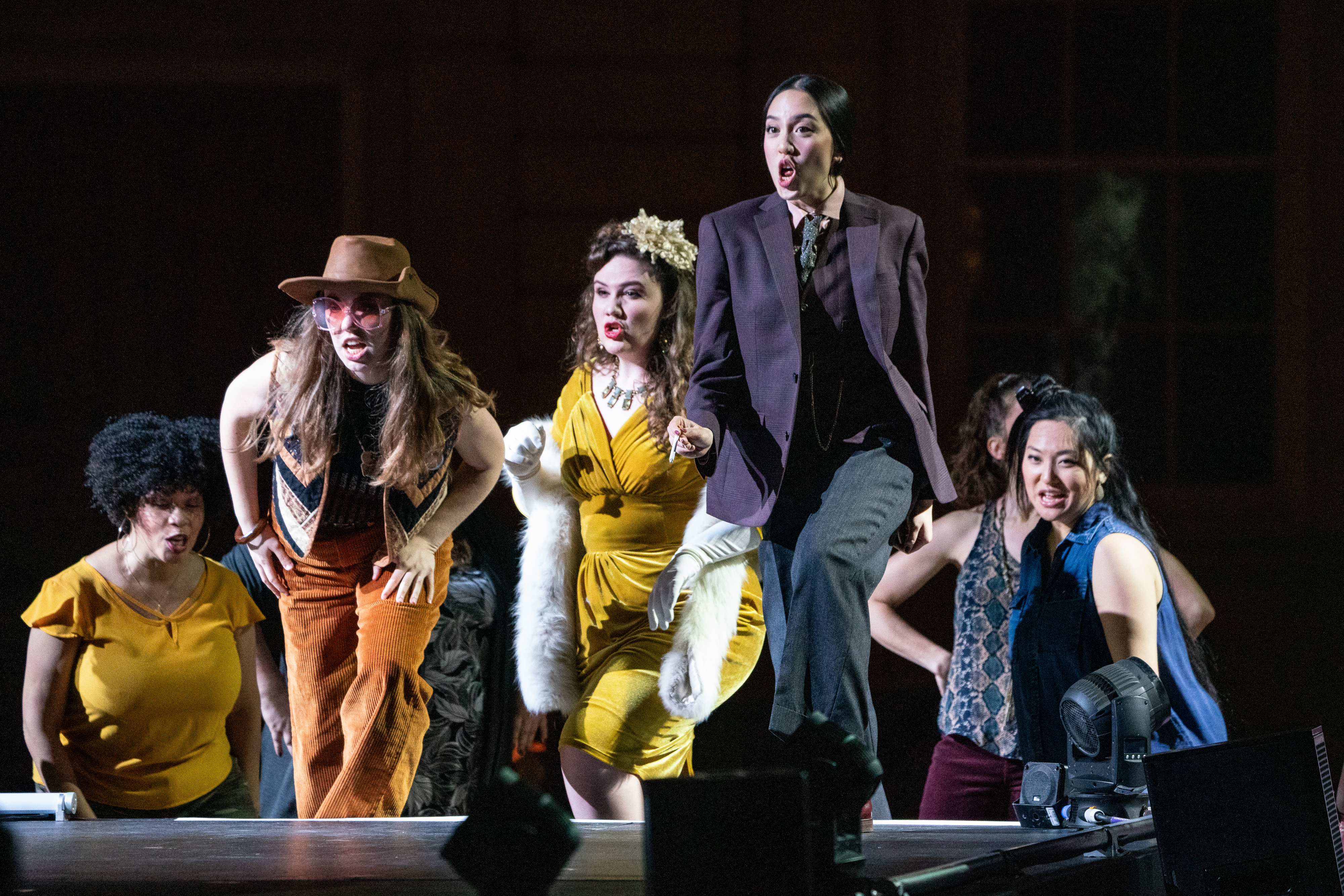
Matka nás všech, scéna z inscenace v New Yorku 2020

Výstup 1 – Pracovna v domě Susan B. Anthonyové Susan B. se věnuje domácím pracím, když se dozví, že ji prosí o řeč na politické schůzi. Jo Povaleč si stěžuje, že Indiana Elliotová odmítá převzít jeho příjmení. Když Susan B. zvou pronést řeč, odmítá, pak souhlasí, opět zaváhá, ale nakonec odchází na schůzi.
Výstup 2 – Tamtéž Schůze proběhla a Susan B. se triumfálně vrací domů. Mluvila tak přesvědčivě, že politikové, kteří se nyní bojí hnutí za hlasovací právo žen, zapsali do ústavy výslovně slovo „mužský“, aby ženám znemožnili hlasovat. Vstupují Lilian Russelová, nová přívrženkyně, a další; všichni obdivují její krásu, jen John Adams tvrdí, že Constance Fletcherová je krásnější. Daniel Webster vyčítá Susan B., že své úsilí zaměřuje na tak podružnou otázku jako ženské volební právo. Indiana Elliotová se rozhodla vzít si Joovo příjmení, když si on vezme její; budou z nich Jo Elliot a Indiana Povalečová. Všichni blahopřejí Susan B. k jejímu – blíže neurčenému – velikému úspěchu.
Výstup 3 (epilog) O několik let později má být v americkém Kapitolu odhalena socha Susan B. Anthonyové. Postavy se shromáždí k obřadu, na němž je Anne čestným hostem; odhalit sochu mají Lullian Russellová a generál Grant. Susan B. vstoupí jako duch, i když ji Anne nevidí. Objeví se i Constance Fletcherová, nyní téměř slepá. Jiné postavy hovoří čím dál vášnivěji o volebním právu žen a některé jsou již značně podroušené. Hrozí, že se obřad vymkne z ruky. Znenadání Virgil T. sochu odhalí. Ženy kladou věnce k podstavci. Všichni pomalu odejdou. Když zůstane sama, Susan B. Anthonyová (jakožto socha) zpívá o bojích a poučení ze svého dlouhého života.

## Instrumentace
Flétna, hoboj, dva klarinety, fagot; dva lesní rohy, dvě trubky, pozoun; dvě bicí soupravy; harfa, celesta, klavír; smyčcové nástroje (housle, violy, violoncella, kontrabasy).

## Nahrávky
- 1947 (CD 2017 Cantus Classics) Živý záznam premiéry (obsazení viz výše).
- 1976 (LP 1977 New World Records NW 288/289, CD 1992 New World Records NW 288/289-2) Zpívají: (Susan B. Anthonyová) Mignon Dunn, (Anne) Batyah Godfrey, (Gertrude S.) Aviva Orvath, (Virgil T.) Gene Ives, (Daniel Webster) Philip Booth, (Jo Povaleč) James Atherton, (Chris Občan) Joseph McKee, (Indiana Elliotová) Linn Maxwell, (Angel Moreová) Ashley Putnam, (Henrietta M./Isabel Wentworthová) Billie Nash, (Henry B./Herman Atlan) Ronaild Raines, (Anthony Comstock) David W. Fuller, (John Adams) William Lewis, (Thaddeus Stevens) Douglas Perry, (Constance Fletcherová) Helen Vanni, (Gloster Heming) James McKeel, (Anna Hopeová) Sandra Stowe, (Lillian Russellová) Karen Beck, (Jenny Reeferová) Jimmie Lu Null, (Ulysses S. Grant) Steven Loewengart, (Donald Gallup) Paul Mabrey, (Andrew J.) Thomas Parker, (černoška) Marla McDaniels, (černoch) D'Artagnan Petty, (bratr Indiany Elliotové) Stephen Bryant. Orchestr a sbor Santa Fe Opera řídí Raymond Leppard.
- 2013 (CD 2014 Albany Records TROY1486/87) Zpívají: (Susan B. Anthonyová) Noragh Devlin, (Anne) Megan Samarin, (Gertrude S.) Megan Gillis, (Virgil T.) Chad Sonka, (Daniel Webster) Scott Russell, (Jo Povaleč) Alexander Frankel, (Chris Občan) Cameron Johnson, (Indiana Elliotová) Gina Perregrino, (Angel Moreová) Kasia Borowiec, (Anthony Comstock) Nicholas Smith, (John Adams) Carlton Moe, (Thaddeus Stevens) James Ludlum, (Constance Fletcherová) Addison Hamilton, (Lillian Russellová) Margaret Newcomb, (Ulysses S. Grant) Kim Johansen. Orchestr a sbor Manhattan School of Music Opera Theater řídí Steven Osgood.